# جوزيف إل. رايس الثالث
جوزيف إل. رايس الثالث (بالإنجليزية: Joseph L. Rice III)‏ هو شخصية أعمال أمريكي، ولد في 1932.

## وصلات خارجية
- جوزيف إل. رايس الثالث على موقع إن إن دي بي (الإنجليزية)